# 왕터
왕터(網特)는 '인터넷 특무'라는 뜻이다. 중국의 국공 내전 당시 국민당 인사들을 불렀던 명칭이다. 이 누리꾼들은 인권과 민주주의를 옹호하며 중국 정부를 비판하고 서구적 가치관과 명분을 추구한다.

## 비판
왕터는 좋게 말하면 자유주의자이지만 서방추종자, 매국노, 제국주의 앞잡이라는 비난이 섞여있다. 이들은 중국의 현실을 외면한 채 인권과 민주 등 서구적 가치관을 잣대로 중국의 현실을 비판한다.

## 같이 보기
- 우마오당
- 자유주의
- 민주주의